# Sam Trickett
Sam Trickett (Retford, 2 juli 1986) is een Engels professioneel pokerspeler. Hij won onder meer het A$ 100.000 + 500 No Limit Hold'em-toernooi van de Aussie Millions 2011 (goed voor een hoofdprijs van $1.508.258,-), het €8.500 No Limit Hold'em - Main Event van de Partouche Poker Tour 2011 (goed voor $1.364.666,-) en de A$ 250.000 No Limit Hold'em - $250,000 Challenge van de Aussie Millions 2013 (goed voor $2.111.397,-). Trickett verdiende tot en met mei 2021 meer dan $21.770.000,- in live pokertoernooien, waarmee hij op dat moment de vierentwintigste plekke bezette op de lijst met best verdiende toernooispelers aller tijden.

## Wapenfeiten
Trickett begon in 2005 met pokeren. In mei 2007 won hij voor het eerst prijzengeld op een professioneel evenement door het £100 + 10 No Limit Hold'em-toernooi van de Great British Poker Tour 'te winnen (goed voor $7.193,-). Behalve met zijn toernooizeges, haalde Trickett aanzienlijke bedragen binnen op toernooien waarin hij net naast de titel greep. Zijn grootste geldprijs ooit behaalde hij zelfs met een tweede plaats, in plaats van met een toernooioverwinning: op de World Series of Poker 2012 eindigde Trickett als tweede in de eerste editie van het $1.000.000 The Big One for One Drop-evenement, achter Antonio Esfandiari. Hiermee verdiende hij $10.112.001,-. Ook Tricketts tweede plaats in het A$ 250.000 Super High Roller No Limit Hold'em-toernooi van de Aussie Millions 2011 leverde hem meer dan een miljoen dollar op ($1.384,631,-).
Op de World Series of Poker, de World Poker Tour en European Poker Tour greep hij telkens net naast de titels. Zo werd hij ook tweede in het $5.000 No Limit Hold'em-toernooi van de World Series of Poker 2010 en het €2.700 + 300 Gioco Digitale WPT Main Event van de World Poker Tour 2014. Op het €5.000 + 300 No Limit Hold'em - Main Event van de European Poker Tour 2010-11 werd hij vierde, en ook tijdens de World Series of Poker Europe 2019 greep hij net naast de titel: in het €25,500 No Limit Hold'em - Platinum High Roller Event werd hij tweede (goed voor $412.256,-).